# Jacques Schneider
Pour les articles homonymes, voir Famille Schneider et Schneider.
Jacques Schneider, né le 25 juillet 1879 à Paris et mort le 1er mai 1928 à Beaulieu-sur-Mer, est un industriel, pilote et mécène français de l'aéronautique.

## Biographie
Appartenant à la famille Schneider, Jacques Schneider est le fils de l'industriel Paul Schneider, président de la Compagnie des mines de Douchy, conseiller général d'Indre-et-Loire et maire de Chanceaux-près-Loches, et de Thérèse Mainez, ainsi que le petit-fils d'Adolphe Schneider. Il devient industriel.
Également pilote d'avion et aérostier, il a détenu pendant longtemps le record d'altitude en ballon : 10 081 m.
Interdit de vol à la suite d'un grave accident, il a soutenu financièrement de nombreuses compétitions en tant que mécène.
Le 5 décembre 1912, à l'Aéro-Club de France, il pose les statuts d'une course annuelle d'hydravion, la coupe d'aviation maritime Jacques Schneider, de 150 milles nautiques (277 kilomètres). Le prix pour le gagnant était de 25 000 francs-or (environ 70 000 euros d'aujourd'hui). Le pays gagnant trois éditions consécutives remportait définitivement la coupe.

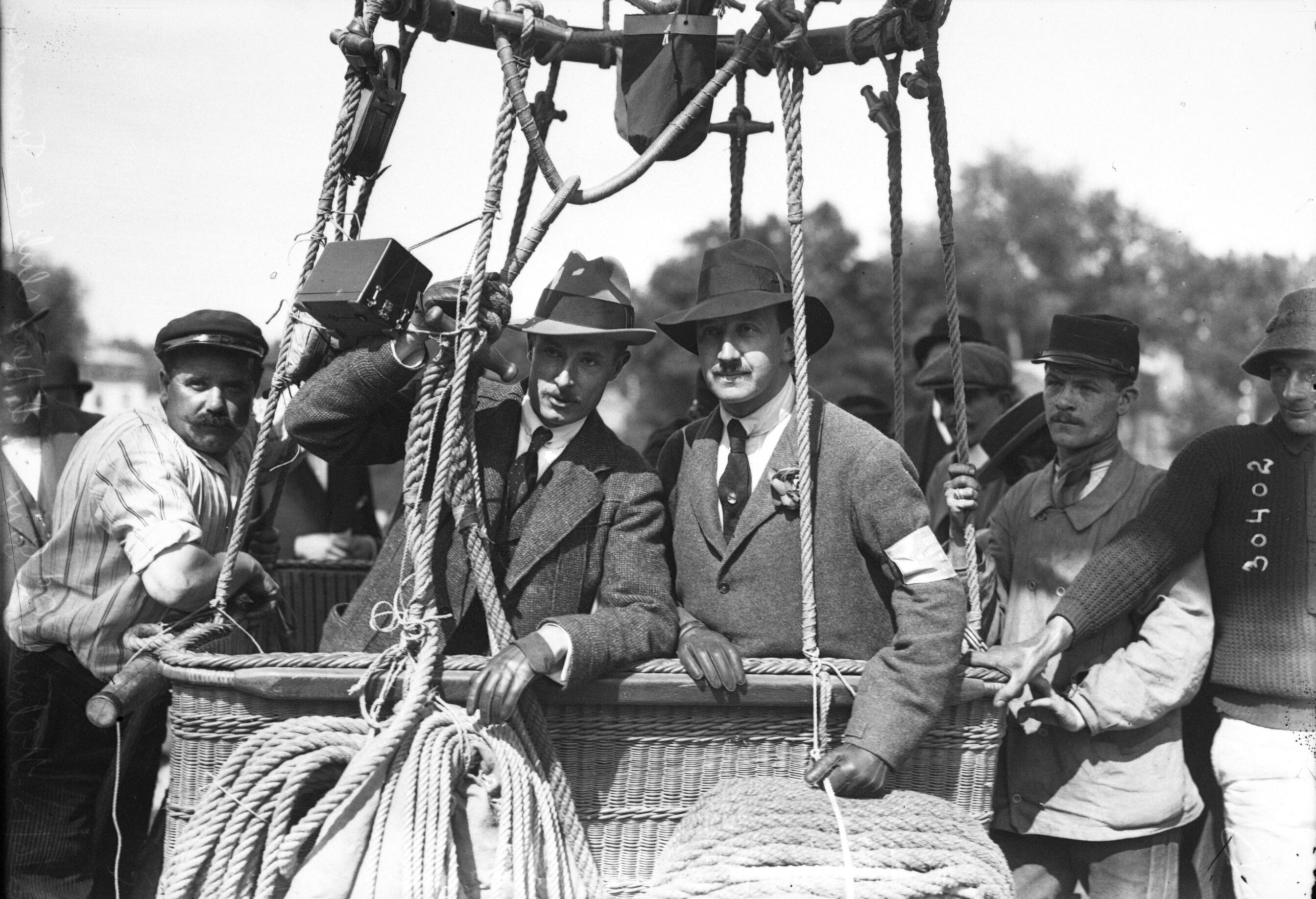
Jacques Schneider et Maurice Bienaimé sur Le Tapir, le 15 juin 1913, à Saint-Cloud lors du grand prix de l'Aéro-Club de France.
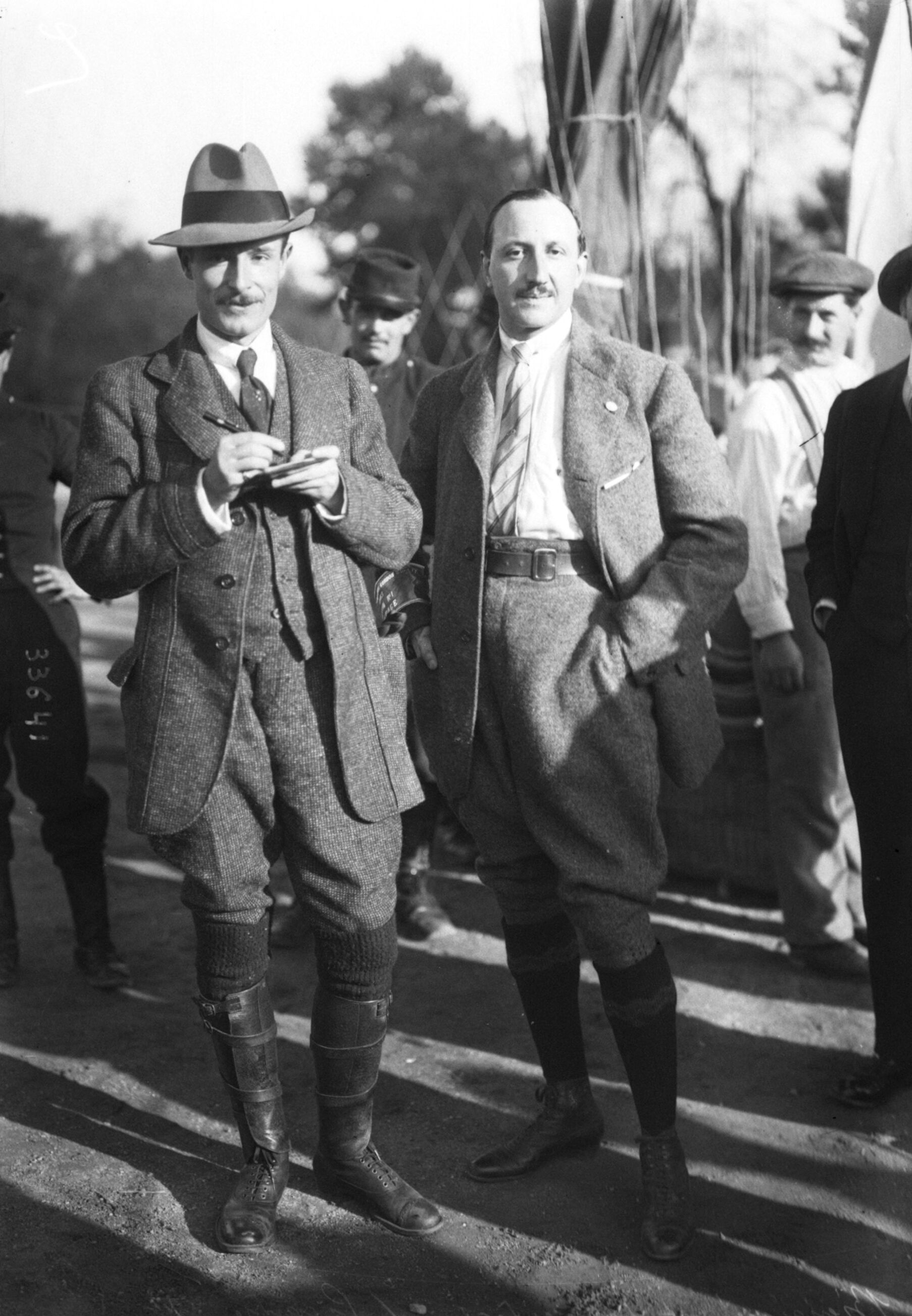
Jacques Schneider et Maurice Bienaimé sur La Picardie, le 12 octobre 1913, lors de la VIIIe coupe Gordon-Bennett des sphériques.
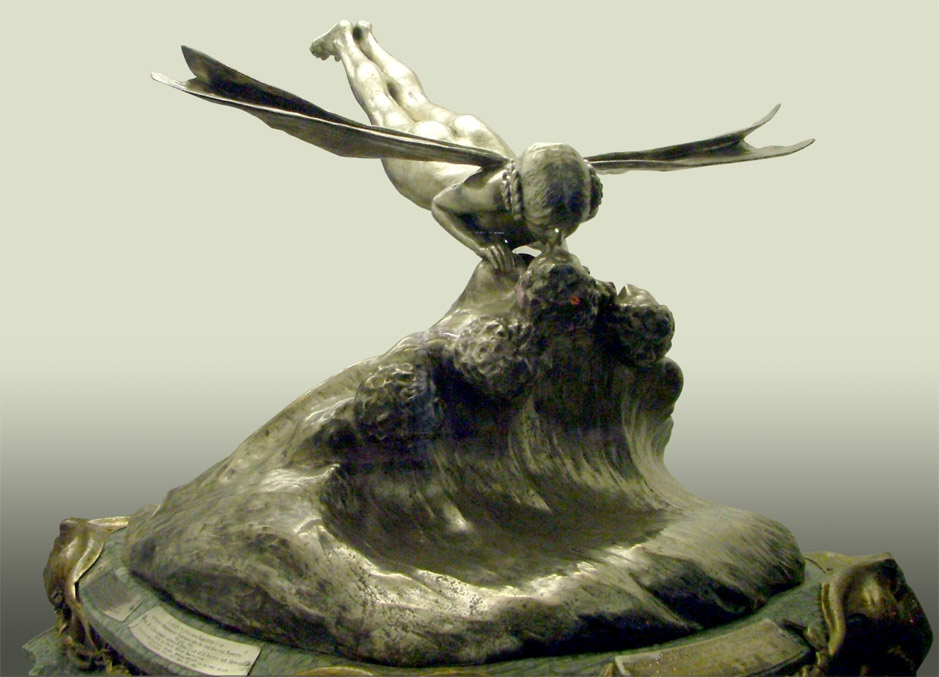
La coupe Schneider.

Marié à Françoise Bourlon de Rouvre (1885-1931), fille de Charles Bourlon de Rouvre, il eut deux filles : Monique (1908-1995), qui épousa son cousin Étienne de Ganay (1899-1990), dont postérité (Étienne et Monique de Ganay firent partie de l'expédition de La Korrigane) ; et Louise-Charlotte (14 juillet 1912 - 29 mai 2012), cofondatrice de la Maison d'Ananie. Il repose au cimetière du Père Lachaise (division 13), à Paris.

## Distinctions
- Chevalier de la Légion d'honneur